# Christofer Johnsson
Christofer Johnsson, född 10 augusti 1972 i Upplands Väsby, är en svensk musiker. Han startade bandet Therion som han spelar gitarr i och har tidigare även varit med i Carbonized, Liers in Wait, Messiah och Demonoid. Under åren har han kommit att släppa inte mindre än 22 studioskivor med dessa band, varav 16 med huvudbandet Therion, i vilket Johnsson är den enda kvarvarande originalmedlemmen och som bitvis varit hans soloband. I mars 2006 meddelade han att han framöver inte längre kommer att sjunga, utan enbart spela gitarr under liveframträdanden med Therion.

## Inspiration och influenser
Som barn lyssnade Christofer på klassisk musik och började gradvis upptäcka sin fars musiksamling med musik från 1950- och 60-talet. Popmusik på radion från denna era brukade generellt ha mycket stråkorkester inblandad och även om mycket av musiken från tiden inte låg i hans smak, så påverkade det ändå honom. Som 7-åring hörde han för första gången progressiv rock i form av vinjettmusiken till ett norskt barnprogram (Professor Drövels hemlighet). Som 9-åring började han lyssna på The Beatles, som använde bleckblåsinstrument och stråkar i låtar som Penny Lane.
Vid 11 års ålder tog hans musiksmak en ny väg och han började lyssna på hårdrock och heavy metal. Det var band som Accept, Judas Priest, W.A.S.P., Iron Maiden, Saxon, Motorhead, Venom, Manowar, Ozzy Osbourne, Black Sabbath och Uriah Heep, varav några av dessa band hade orkestrala arrangemang i någon låt, som kom att prägla hans syn på musik. När han var 14 började han lyssna på tyngre musik, thrash metal som Metallica, Slayer, Anthrax och i synnerhet Celtic Frost. Efter att ha hört en skiva med Scorpions från 1970-talet, så blev han ett stort fan av deras tidiga epok med gitarristen Uli Jon Roth och senare även dennes soloskivor. Han nämner Uli Jon Roth som en av sina största influenser för de symfoniska skivorna med Therion.

## Brandincidenten
Den 26 juli 1992 utsattes Johnssons föräldrars hus för ett försök till mordbrand. Christofer Johnsson var inte hemma vid tiden för incidenten, utan befann sig på turné. Endast någon decimeter av en bakdörr skadades dock innan elden släcktes. Media blåste upp händelsen och blev orsak till många rykten inom den internationella hårdrocksscenen. Förövaren var ett ungt kvinnligt fan av Burzum , som ansåg att Christofer Johnsson var en "posör".

## Musikutrustning
Gitarrer
- 3 Gibson Les Paul Custom
- Gibson Les Paul Standard
- Gibson Les Paul Studio (numera endast som back up)
- 2 Gibson Flying-V

Förstärkare/Effekter
- Fractal Audio Axe-FX III

Övrigt
- Engl midiswitch
- Sennheiser trådlöst system för gitarr
- Jerry Harvey Layla in ear monitor
- Sennheiser trådlöst in-ear monitorsystem